# SŽD-Baureihe ТГ16
Die Lokomotiven der Baureihe ТГ16 (deutsche Transkription TG16) der Sowjetischen Eisenbahnen (SŽD) sind schmalspurige Diesellokomotiven zum Einsatz auf Sachalin.

## Entwicklung
Zur Ablösung der noch aus japanischer Zeit stammenden Dampflokomotiven der Baureihe Д51, die die Hauptlast des Verkehrs auf der mit der für Japan typischen Kapspur (Spurweite 1067 mm) betriebenen Sachalinskaja schelesnaja doroga trugen, wurde Anfang der 1960er-Jahre mit der Konstruktion von Diesellokomotiven begonnen. Vorgesehen waren sowohl einteilige als auch Doppellokomotiven.
Als Basis für die Entwicklung wurde die seit 1959 gebaute Baureihe ТГ102 (TG 102) in der seit 1962 gebauten Variante ТГ102К (TG102K) ausgewählt, die durch ihre relativ leichte Bauart und die platzsparende hydraulische Kraftübertragung für die Adaptierung auf Kapspur am geeignetsten erschien. Der Prototyp einer Doppellokomotive wurde 1966 bei der Diesellokfabrik Ljudinowo unter der Nummer ТГ20-001 gebaut, zu Versuchszwecken in Breitspurausführung (1520 mm). Diese Lokomotive wurde von Leningrad aus zusammen mit verschiedenen Varianten von ТГ102 erprobt. Dieser Prototyp erhielt später die Nummer ТГ16-001, blieb aber immer breitspurig.
Als zweiter Prototyp wurde ТГ16-002 in kapspuriger Ausführung gebaut. Sie gelangte im April 1967 nach Sachalin. Gegenüber der Baureihe ТГ102 fiel in erster Linie die neugestaltete Front mit herabgezogenem Dach über dem Führerstand auf. Die Pläne für die einteilige Variante ТГ14 (TG14) wurden nicht mehr weiterverfolgt. Daher war es erforderlich, die Lokhälften der ТГ16 autark auszustatten und Scheinwerfer an den Übergängen einzubauen.
Anschließend begann die Serienfertigung. Bis 1974 wurden insgesamt 95 ТГ16 gebaut. Während des Baus der Serie wurden mehrmals Änderungen an den Drehgestellen vorgenommen.

## Einsatz
Mit den ТГ16 gelang die praktisch vollständige Ablösung der D51, eine ТГ16 konnte drei D51 ersetzen. Die ТГ16 werden sowohl für Schnell- und Personenzüge als auch für den Güterverkehr verwendet. Aufgrund einiger Streckenstilllegungen reduzierte sich der Bedarf im Laufe der Jahre, 2001 waren noch 37 Lokomotiven und vier Lokhälften im Bestand.
Die wesentlichsten Änderungen während des Einsatzes waren der Ersatz der Motoren des Typs М756АС (M756AS) durch solche des Typs М756В und der Austausch der ursprünglich umlaufenden Frontscheiben durch flache, ausschließlich innerhalb der Frontfläche liegende. Letzteres wurde erforderlich, da die Scheiben an den Seiten bei hohen Schneelagen dem Druck nicht standhielten.
Als Nachfolger der ТГ16 waren die Baureihen ТГ21 (TG21; Doppellokomotive) und ТГ22 (TG22; Einfachlokomotive) vorgesehen, von denen ab 1992 eine bzw. sieben gebaut wurden. Diverse Probleme mit diesen Lokomotiven führten aber dazu, dass diese nicht mehr weitergebaut wurden. Da inzwischen auch die Umspurung des Eisenbahnnetzes auf Sachalin auf Breitspur konkret geplant wurde, bestehen keine Planungen für einen direkten Nachfolger der ТГ16.